# Неоадјувантна терапија
Неоадјувантна терапија или преоперативна терапија је врста онколошке терапије која се заснива на примени терапијских средстава пре главног и/или оперативног третмана, и обично се користи за смањење тумора (снижавање стадијума тумора) и побољшање хируршких захвата. Међутим, нису сви болесници подједнако погодни за ову врсту терапије, јер она може бити изузетно агресивна (токсична), па део болесника реагује озбиљним компликацијама на даљњи третмани, посебно хируршки, или болесник постаје неспособан за анестетезију.
На исход третмана, поред почетне фазе болести, значајано утичу хистолошке карактеристике рака, укључујући и степен диференцијације и хистолошки тип, као и имунобиолошка својства тумора; експресија стероидних рецептора, Her2  статус и пролиферативна активност (Ki67).

## Циљеви и значај
Неоадјувантна терапија пре свега има за за циљ:
- На првом месту да смањи величину или обим тумора пре приступања радикалним терапијским интервенцијеама, чиме се олакшава интервенција, ствара услове за конзервативнију хирургију и увећава вероватноћа успеха и смањују последице екстензивније технике лечења, која би била потребна ако се величина и обим туморског процеса не би смањио.[2]
- Други по реду циљ неоадјувантне терапије је тај да она делује на микрометастатску болест и елиминише метастазе.
- Замена за маркер ефикасности код неоткривене дисеминације, што резултује побољшаним дугогодишњиог преживљавањем у поређењу са стратегијом — само операција.
- Представља тест хемосензитивности, јер уколико за 3-6 циклуса неоадјувантне терапије не дође до позитивног одговора (регресија или стабилизација болести), односно уколико дође до прогресије болести, реч је о тумору са високим малигним потенцијалом (биолошки веома агресивном тумору кога не би имало смисла оперисати).[3] Ова системска терапија (која може бити хемотерапија, имунотерапија или хормонска терапија) или радиотерапија се обично користи у раку који је локално узнапредовао, а клиничари планирају операцију у каснијој фази.[4] Употреба такве терапије може ефикасно смањити потешкоће и морбидитет ширих процедура.

Употреба неоадјувантне терапије може претворити тумор из нетретабилног у третирајући тако што смањује његов волумен (јер често није јасно које су околне структуре директно укључене у болест и или само показују знаке упале). Увођењем ове терапије код таквих туморских процеса често се може направити разлика, како би се донела коначна одлука који је најбољи начин деловања.

## Индикације
Индикације за примену неоадјувантне терапије су се током година проширивале. Иницијално, НАТ је примењивана само код болесника код којих примарна хирургија није могла да обезбеди локалну контролу процесдас због локалне и/или регионалне проширености ктумора(5). Код тих болесница, примена неоадјувантне терапије је и даље практично једина иницијална терапијска опција, а основни циљ је постизање операбилности тумора, односно одговарајуће операције са куративним циљем, што је најчешће подразумевало модификовану радикалну интервенцију.
Други важан циљ примене неоадјувантне терапије је смањење тумора и омогућавање поштедних хируршких интервенција код болесника код којих би због локалне узнапредовалости тумора, иначе била индикована радикална интервенција.
Трећи циљ неоадјувантне терапије је могућност правовремене процене хемиосензитивности тумора, односно брзе процене ефекта терапије.